# Casa Noguera (Igualada)
Casa Noguera és un edifici del municipi d'Igualada (Anoia) que forma part de l'Inventari del Patrimoni Arquitectònic de Catalunya. És una casa entre mitgeres de planta baixa i tres pisos. És de composició senzilla, destaquen però les ceràmiques i el disseny dels llindars a les obertures. La planta baixa a partir del 1977 va ser canviada perdent el seu caràcter original. El Promotor de l'obra fou Agustí Noguera.